# Batkoa limoniae
Batkoa limoniae är en svampart som först beskrevs av S. Keller, och fick sitt nu gällande namn av Niell & Santam. 2001. Batkoa limoniae ingår i släktet Batkoa och familjen Entomophthoraceae.   Inga underarter finns listade i Catalogue of Life.